# Seven Sudamericano Juvenil M20 2018
El Seven Sudamericano Juvenil M20 del 2018 fue la primera edición del torneo de rugby 7 de Sudamérica Rugby. 
Se disputó en la instalaciones del Estadio Municipal de La Pintana en Santiago de Chile con un formato clasificatorio de todos contra todos, para posteriormente disputar semifinales y finales.

## Participantes
- Brasil
- Chile
- Paraguay
- Uruguay

## Resultados

### Posiciones
| Pos. | Equipo   | Encuentros | Encuentros | Encuentros | Encuentros | Tantos  | Tantos    | Tantos     | Puntos |
| Pos. | Equipo   | jugados    | ganados    | empatados  | perdidos   | a favor | en contra | diferencia | Puntos |
| ---- | -------- | ---------- | ---------- | ---------- | ---------- | ------- | --------- | ---------- | ------ |
| 1    | Uruguay  | 3          | 3          | 0          | 0          | 58      | 48        | + 10       | 6      |
| 2    | Chile    | 3          | 2          | 0          | 1          | 65      | 48        | + 17       | 4      |
| 3    | Paraguay | 3          | 1          | 0          | 2          | 55      | 65        | - 10       | 2      |
| 4    | Brasil   | 3          | 0          | 0          | 3          | 52      | 69        | - 17       | 0      |

Nota: Se otorgan 2 puntos al equipo que gane un partido, 1 al que empate y 0 al que pierda

### Fase de grupos
| 3 de noviembre | Brasil | 14 - 24 | Chile | Estadio Municipal de La Pintana, Santiago, Chile |  |

| 3 de noviembre | Uruguay | 19 - 15 | Paraguay | Estadio Municipal de La Pintana, Santiago, Chile |  |

| 3 de noviembre | Brasil | 14 - 17 | Uruguay | Estadio Municipal de La Pintana, Santiago, Chile |  |

| 3 de noviembre | Chile | 22 - 12 | Paraguay | Estadio Municipal de La Pintana, Santiago, Chile |  |

| 3 de noviembre | Paraguay | 28 - 24 | Brasil | Estadio Municipal de La Pintana, Santiago, Chile |  |

| 3 de noviembre | Uruguay | 22 - 19 | Chile | Estadio Municipal de La Pintana, Santiago, Chile |  |

### Semifinales
| 4 de noviembre | Chile | 34 - 5 | Paraguay | Estadio Municipal de La Pintana, Santiago, Chile |  |

| 4 de noviembre | Uruguay | 5 - 24 | Brasil | Estadio Municipal de La Pintana, Santiago, Chile |  |

### Tercer Puesto
| 4 de noviembre | Uruguay | 32 - 0 | Paraguay | Estadio Municipal de La Pintana, Santiago, Chile |  |

### Final
| 4 de noviembre | Chile | 41 - 7 | Brasil | Estadio Municipal de La Pintana, Santiago, Chile |  |

## Posiciones finales
| Posición | Selección |
| -------- | --------- |
| 1        | Chile     |
| 2        | Brasil    |
| 3        | Uruguay   |
| 4        | Paraguay  |